# Stephanos-Philippos Germenis Hildprandt
Stephanos-Philippos Germenis Hildprandt (* 3. srpna 1981 Athény) je řecko-český podnikatel, majitel zámku Blatná a po matce příslušník někdejšího českého šlechtického rodu Hildprandtů z Ottenhausenu.

## Životopis

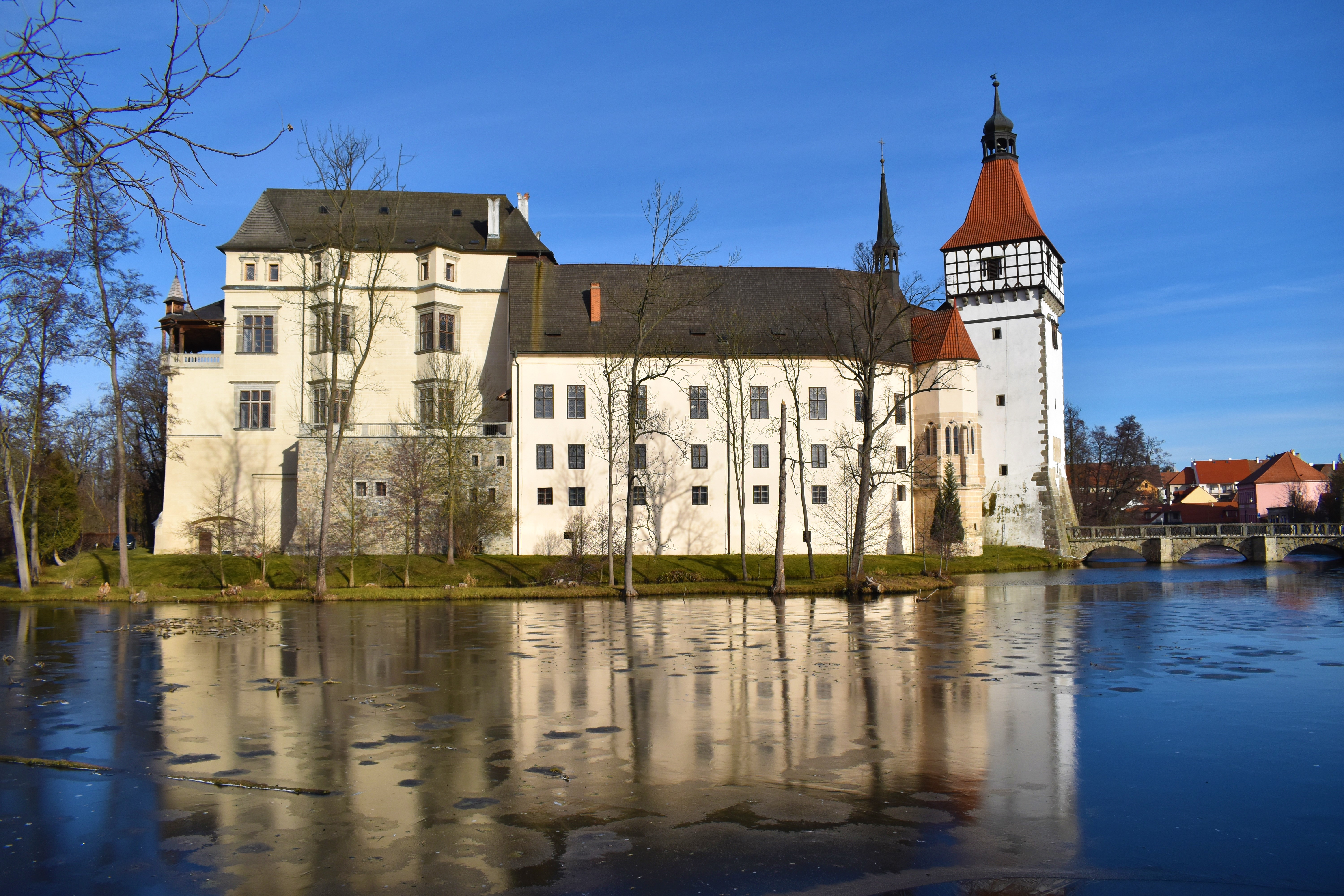
Zámek Blatná

Narodil se jako jediný syn řeckého stavebního inženýra Spyridona Germenise (1939–2014) a jeho manželky Jany, rozené Hildprandtové (* 1947).
Do svých patnácti let vyrůstal v Athénách. Doma se mluvilo především anglicky. Zámek Blatná poprvé navštívil v roce 1989. V Londýně studoval politologii a cizí jazyky na univerzitě v Surrey. Poté se zapsal na War studies na King´s College v Londýně a následně ve stejném městě studoval finance na City University/Cass Business School. V britské metropoli pak pracoval v oblasti bankovního sektoru a po přestěhování do Prahy ve finančnictví. Od roku 2014, kdy zemřel jeho otec, žije v Blatné a je správcem zámku Blatná. V majetku rodiny je také 650 hektarů lesa, pole, rybníky a další budovy.
Bydlí v budově označované jako Stará pošta (Plzeňská 310), která je součástí zámeckého areálu. Mezi jeho záliby patří historická auta, jejich renovace a sport. Má rád basketbal, běh, jízdu na koni, lyžování a jízdu na snowboardu.